# Goulmou
Goulmou, anciennement appelée Est, est l’une des 17 régions administratives du Burkina Faso, selon le découpage territorial révisé adopté le 2 juillet 2025.

## Histoire
La région a été administrativement créée le 2 juillet 2001, en même temps que 12 autres.
Avant le 2 juillet 2025, la région est connue sous le nom de l’Est. Elle prend officiellement le nom de Goulmou dans le cadre d’une réforme administrative visant à valoriser des dénominations à caractère endogène.
Le Goulmou est une appellation historique qui désigne un ensemble ethnolinguistique et culturel traditionnellement rattaché à la fidélité au roi de Fada N'Gourma.

## Situation
La région du Goulmou s’étend à l'est du pays, elle est limitrophe de l'ouest au nord de trois régions burkinabè, elle est frontalière d'une région béninoise au sud, d'une région nigérienne à l'est, du Togo au sud-ouest.
| Centre-Nord | Sahel           | Tillabéri |
| Centre-Est  | Région de l'Est | Tillabéri |
| Savanes     | Atacora         | Alibori   |

## Provinces
La région Est comprend 5 provinces :
- la Gnagna,
- le Gourma,
- la Komandjoari (ou Komandjari, Komondjari),
- la Kompienga,
- la Tapoa. ganzourgou

## Démographie
Population :
- estimée à 854 000 habitants en 1996.
- estimée à 1 464 366 habitants en 2012.

## Administration
Le chef-lieu de la région est établi à Fada N'Gourma.
Depuis 2011, la région est dirigée par le gouverneur Bertin Somda.